# João Manuel Serra
João Manuel Serra (24 de outubro de 1931 — Lisboa, 10 de novembro de 2010), conhecido como o "Senhor do Adeus", foi uma figura típica da cidade de Lisboa.

## Biografia
João Manuel Serra era um personagem típico da cidade, tendo ficado conhecido por, sempre com um sorriso estampado na cara e impecavelmente vestido, acenar todas as noites aos carros e às pessoas que passavam perto da zona do Saldanha.
A sua personagem caricata, levou a que a sua imagem se transcendesse para outros mundos acabando por participar no filme de Zombies de Filipe Melo, "I'll See You in My Dreams", e na série televisiva que retrata a biografia fictícia, em seis episódios, de Manuel João Vieira, intitulada "Mundo Catita".
Também aparece como personagem de banda desenhada no romance gráfico "As Incríveis Aventuras de Dog Mendonça e Pizzaboy", criadas por Filipe Melo e Juan Cavia, e foi a inspiração para um fado chamado "O Homem do Saldanha", com letra de Boss AC, e música de Tiago Machado e interpretada por Carlos do Carmo e Marco Rodrigues, lançada no álbum "Tantas Lisboas".

## Reconhecimento
Em 2017, foi colocada uma placa da autoria do escultor José Aurélio, em sua homenagem, na Praça Duque de Saldanha, em Lisboa. 